# Clive Palmer
Clive Frederick Palmer (Melbourne, 26 marzo 1954) è un imprenditore e politico australiano.

## Biografia
Clive Palmer nacque a Melbourne, in Australia, il 26 marzo 1954. Nel 1963 la sua famiglia si trasferì a Queensland, dove il giovane Clive ha frequentò diversi college, tra cui l'Aquinas College e la Southport State High School. Il padre George era un grande agente di viaggi e fece girare il mondo alla sua famiglia.
Fra il 1973 e il 1975 Palmer ha studiato legge, giornalismo e politica presso l'Università di Queensland, senza però laurearsi. Successivamente ha lavorato come procuratore legale.

## Carriera in affari

### Il progetto del Titanic II
Nel 2012 Palmer ha commissionato ad un cantiere navale cinese la costruzione del Titanic II, fedele copia del celebre transatlantico originale affondato nel 1912 (seppur chiaramente costruito con le più moderne tecnologie e dotazioni di sicurezza). Dopo una serie di ritardi e difficoltà economico-finanziarie, il progetto è stato ulteriormente rimandato al 2025, quando dovrebbe iniziare la costruzione della nuova nave affidata a nuovi specialisti del settore. Il viaggio inaugurale è previsto nel 2027 e la nuova imbarcazione dovrebbe percorrere lo stesso tragitto dell'originale, da Southampton a New York. La nave da crociera sarà di proprietà della compagnia fondata dal magnate, la Blue Star Line.